# Arenas de al-Wahiba
Las Arenas Occidentales ( en árabe: الرمال الشرقية‎), antiguamente conocidas como Arenas de Al Wahiba ( en árabe: رملة آل وهيبة‎). El nombre antiguo le fue dado por la tribu Al Wahiba.
La zona se extiende 180 km del norte al sur y 80 km de este a oeste, ocupando un área de unos 12.500 km².
En 1986, la Royal Geographical Society organizó una expedición para documentar la diversidad de terreno, la flora y la fauna. Hay 16.000 invertebrados, 200 especies de animales salvajes, incluyendo pájaros, y 150 especies de flora autóctona.

## Geología
La formación de este desierto se remonta al Cuaternario, y es el resultado del encuentro entre el viento del monzón del suroeste y el viento alisio del noreste, conocido como Chamal.
De acuerdo con los tipos de dunas, la región se divide en dos partes:
- La Wahiba Alta, con los sistemas de mega-crestas de arena, orientadas de norte a sur, supuestamente formado por el monzón. Las que están en el norte datan de la última glaciación regional, alcanzando una altitud de 100 metros.
- Wahiba Baja con dunas menos pronunciadas.

Los límites norte y oeste del desierto están delimitados por los sistemas fluviales del Wadi Batha Wadi y del Wadi Andam. La superficie de arena cubre una antigua capa de arena de carbonato cementado. Los aluviones supuestamente provenientes del uadi Batha, en el paleolítico, fueron depositados en el desierto central de 200 metros por debajo de la superficie interdunal. Se cree que la erosión eólica ha contribuido a la creación de una llanura cerca del suroeste.

## Habitantes
El área está ocupada por los beduinos, que se centran en Al Huyawah, un oasis cerca del límite del desierto, entre junio y septiembre, para recoger dátiles. Cuando se organizó la expedición de la Royal Geographical Society, este encuentro incluía principalmente a personas de las tribus al-Wahiba (o Yal Wahiba), de donde proviene el nombre de la región, y también al-Amr, 'al-Bu -Isa, Hikman, Hishm y Janâba.

## Galería de imágenes

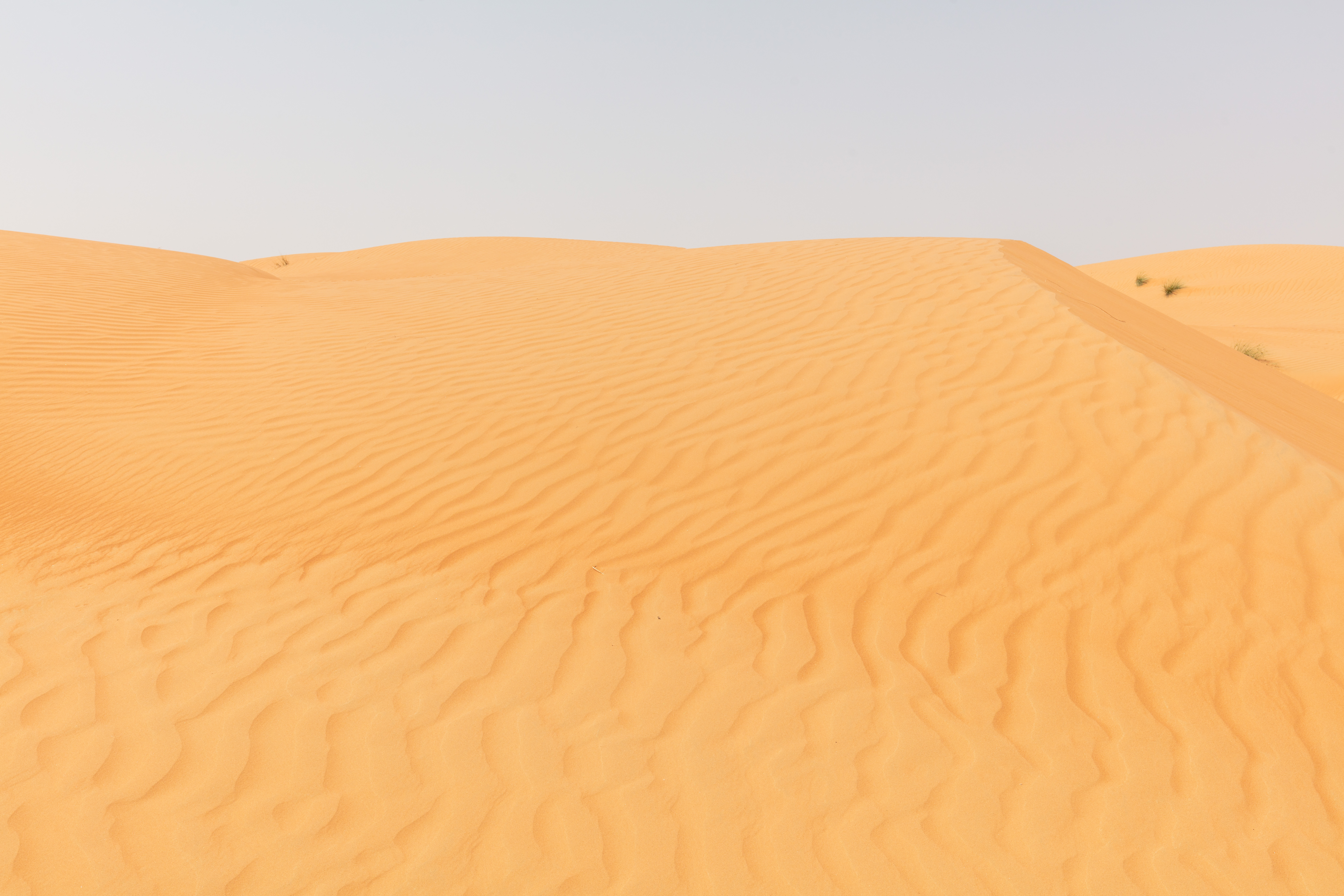
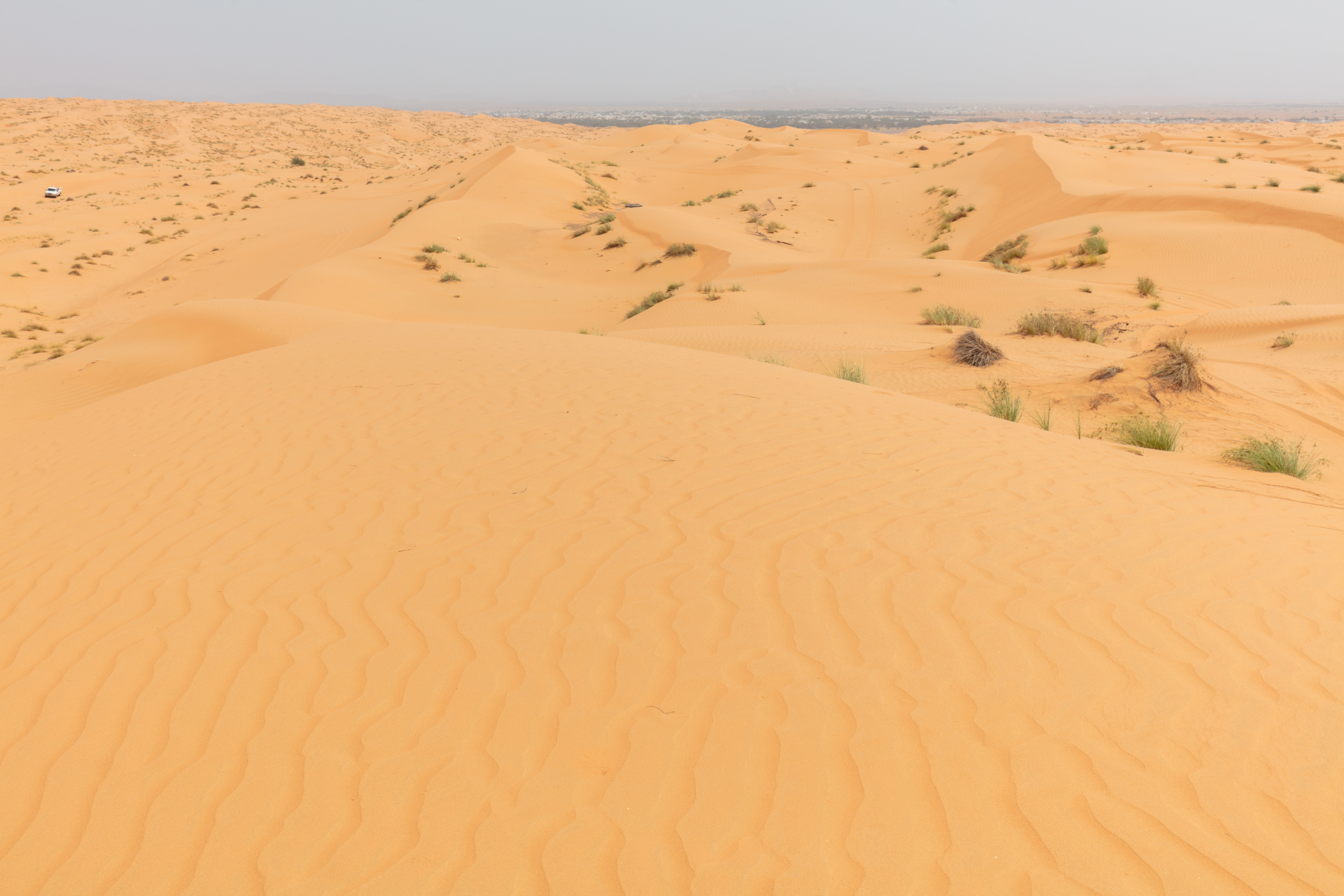
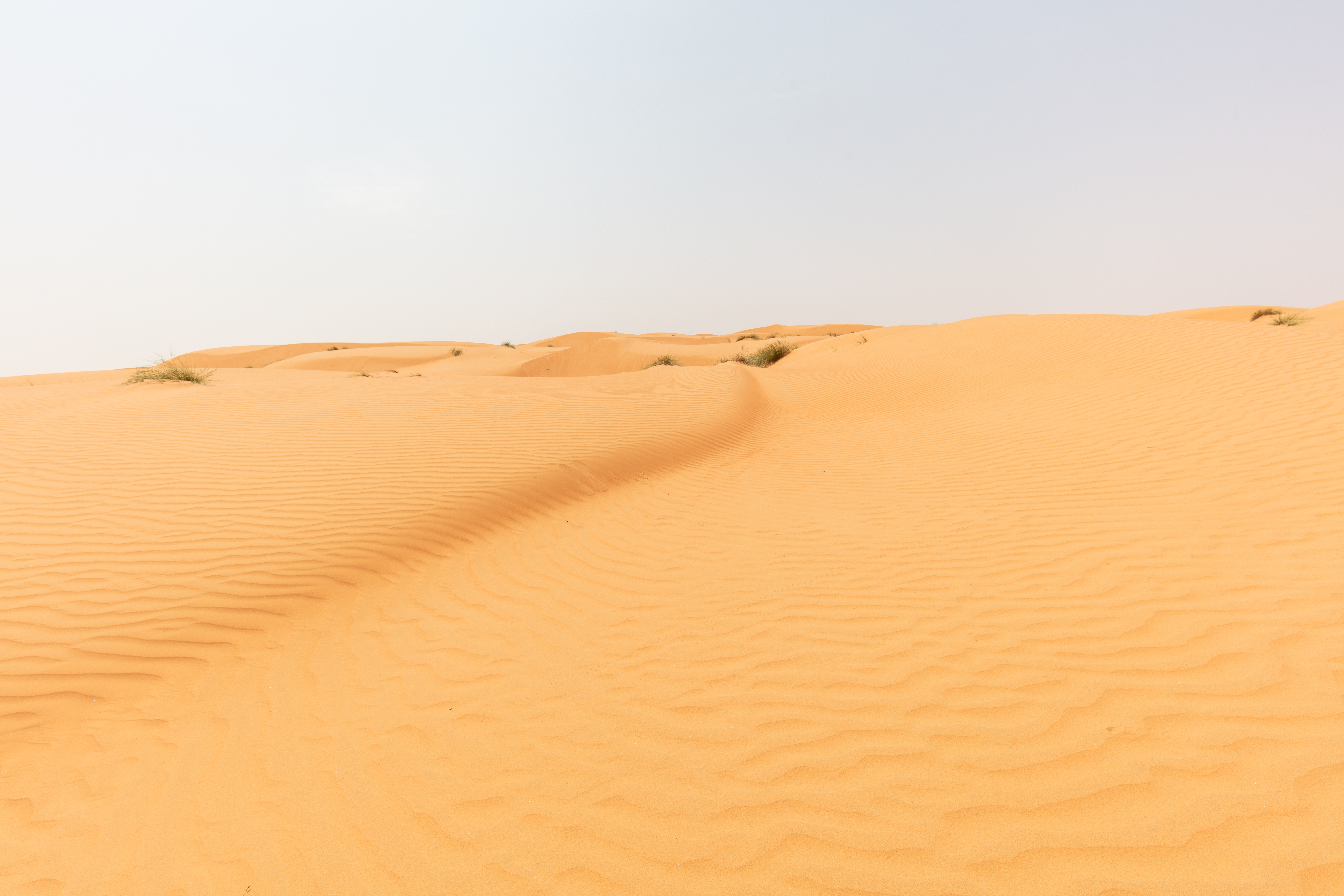
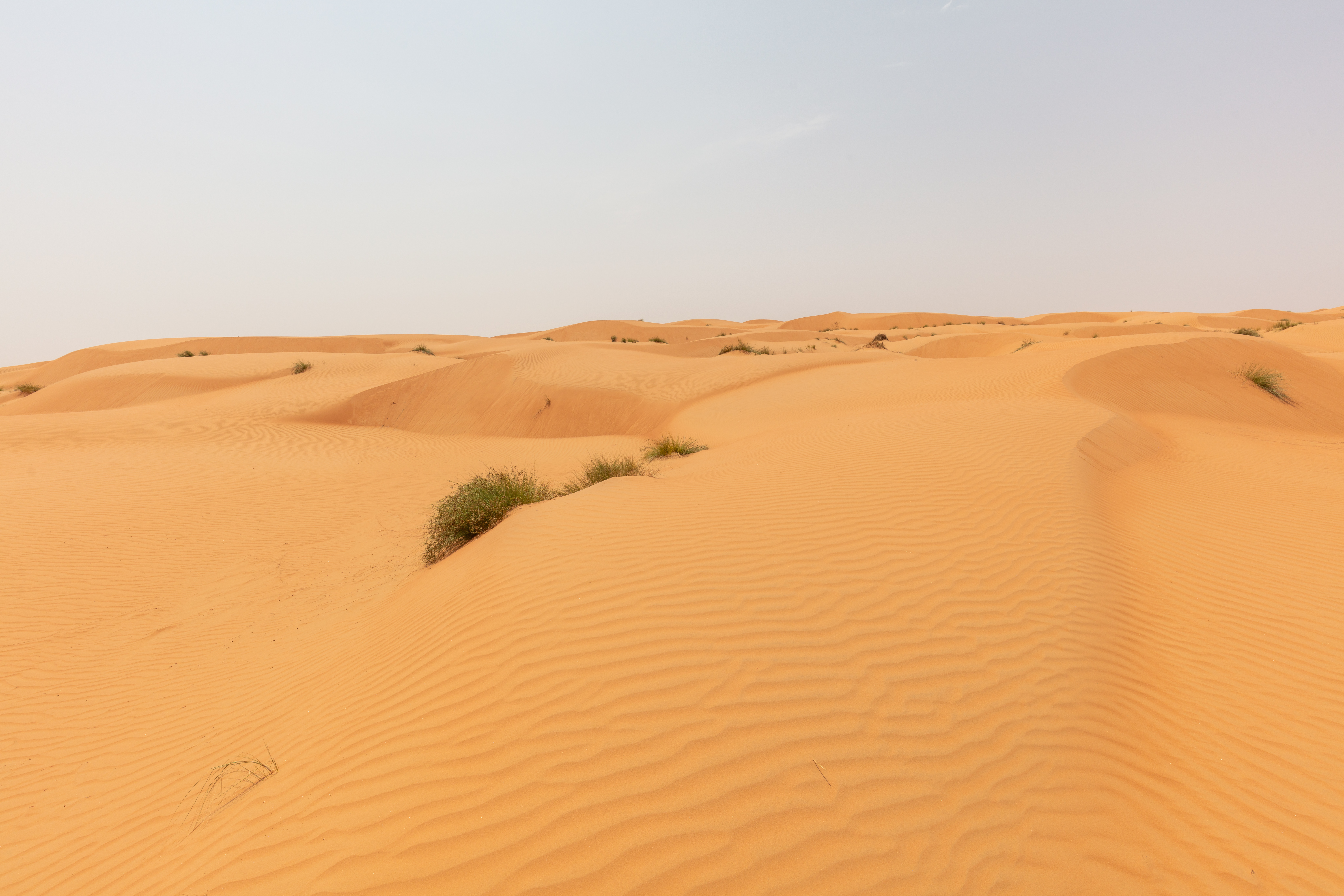
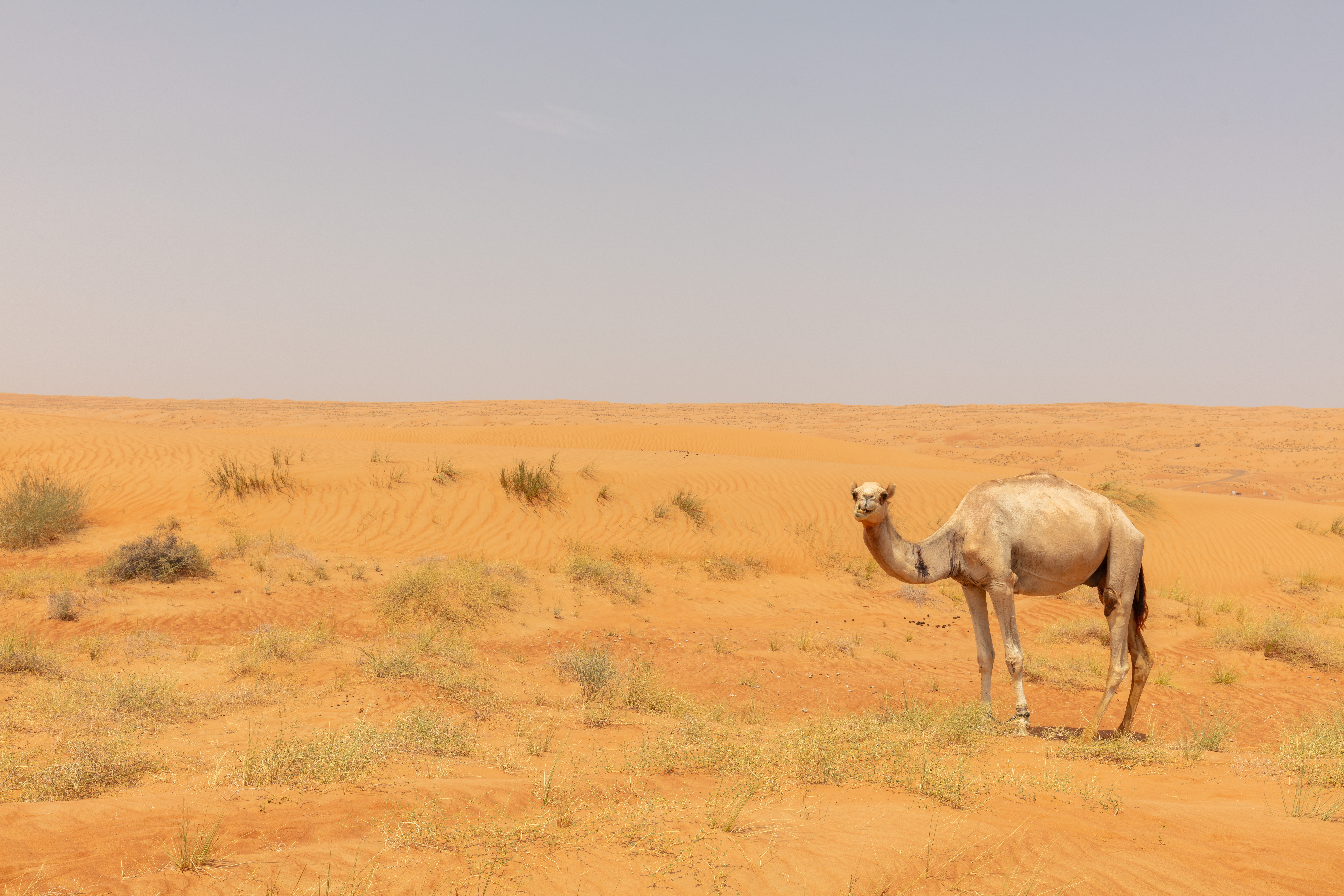
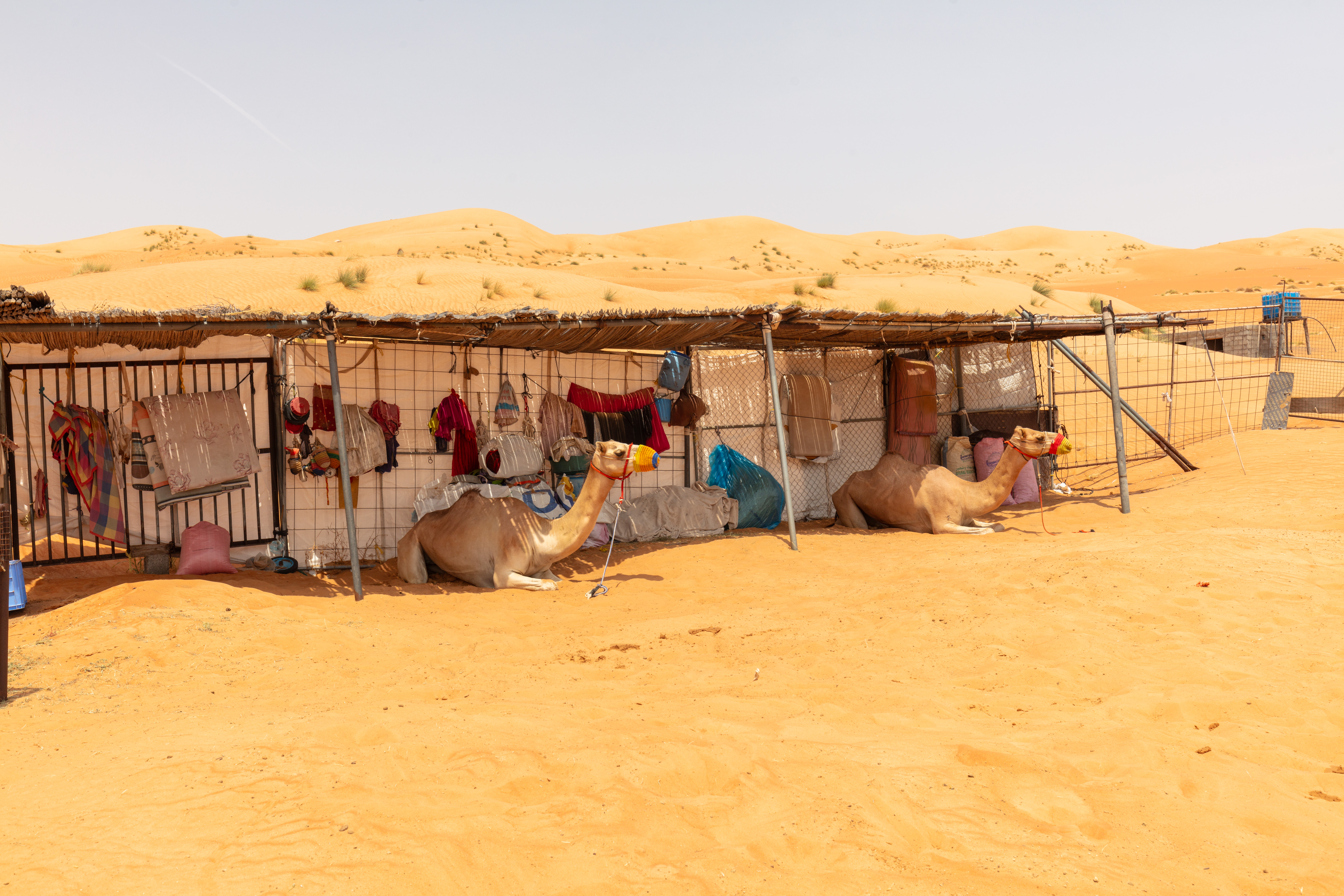